# Iğdır (province)
Pour la ville, voir Iğdır.
La province d’Iğdır est une des 81 provinces (en turc : il, au singulier, et iller au pluriel) de la Turquie.
Sa préfecture (en turc : valiliği) se trouve dans la ville éponyme d’Iğdır.

## Géographie
Sa superficie est de 3 587 km2. Elle est située à l'extrême est du pays, au bord des frontières de l'Arménie, l'Azerbaïdjan et de l'Iran.

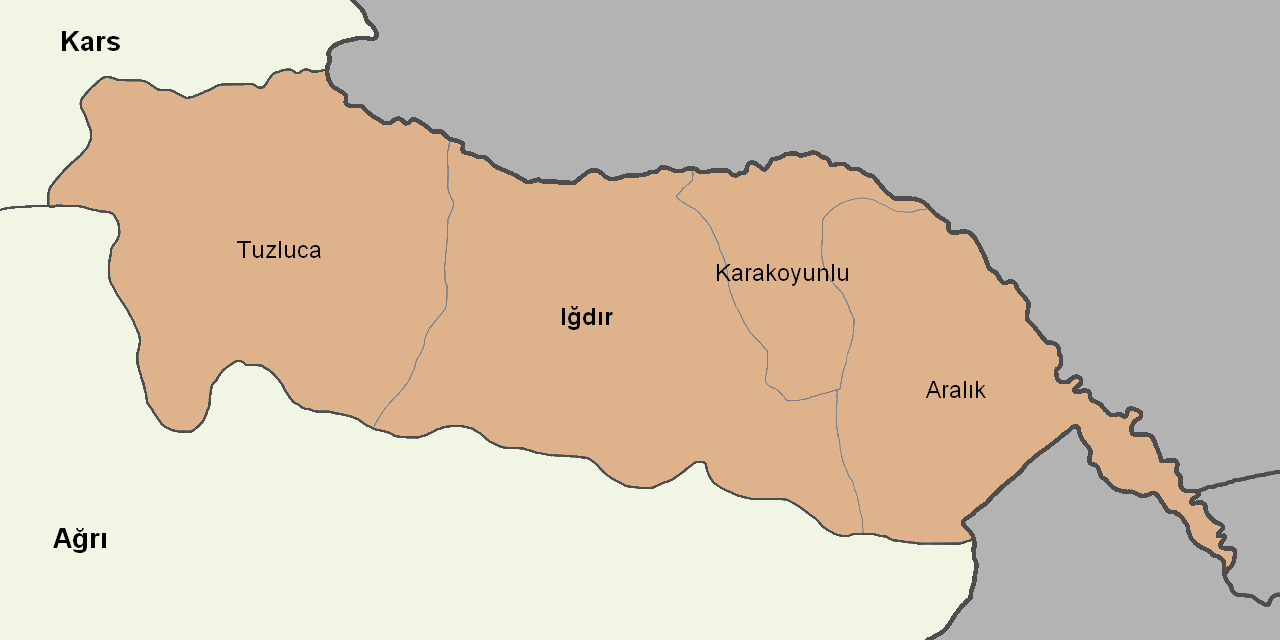
Les districts de la province d'Iğdır.

## Population
Au recensement de 2007, la province était peuplée d'environ 181 866 habitants, soit une densité de population d'environ 50,6 hab./km2.
| 2000    | 2001    | 2002    | 2003    | 2004    | 2005    | 2006    |
| ------- | ------- | ------- | ------- | ------- | ------- | ------- |
| 174 285 | 175 550 | 176 588 | 177 563 | 178 609 | 179 701 | 180 815 |

| 2007    | 2008    | 2009    | 2010    | 2011    | 2012    | 2013    |
| ------- | ------- | ------- | ------- | ------- | ------- | ------- |
| 181 866 | 184 025 | 183 486 | 184 418 | 188 857 | 190 409 | 190 424 |

| 2014    | 2015    | 2016    | 2017    | 2018    | 2019    | 2020    |
| ------- | ------- | ------- | ------- | ------- | ------- | ------- |
| 192 056 | 192 435 | 192 785 | 194 775 | 197 456 | 199 442 | 201 314 |

| 2021    | 2022    | 2023    | - | - | - | - |
| ------- | ------- | ------- | - | - | - | - |
| 203 159 | 203 594 | 209 738 | - | - | - | - |

## Administration
La province est administrée par un préfet (en turc : vali).

## Subdivisions
La province est divisée en 4 districts (en turc : ilçe, au singulier) :
- Aralık
- Iğdır
- Karakoyunlu
- Tuzluca